# Terminal de Transportes de Bogotá
La Terminal de Transportes de Bogotá es la empresa que administra el servicio de autobuses y taxis de servicio interprovincial, interdepartamental e internacional, donde llegó las primeras empresas  de omnibuses internacionales, provenientes  de Venezuela,  llamada Líneas de los Andes y Rutas de América  que interconectan con países como Ecuador, Perú, Chile, Argentina, Bolivia y Brasil con la ciudad de Bogotá y de Colombia. Incluso la empresa peruana Expreso Internacional Ormeño también hizo su primera aparición en esta terminal federal terrestre. Fue fundada en 1983.

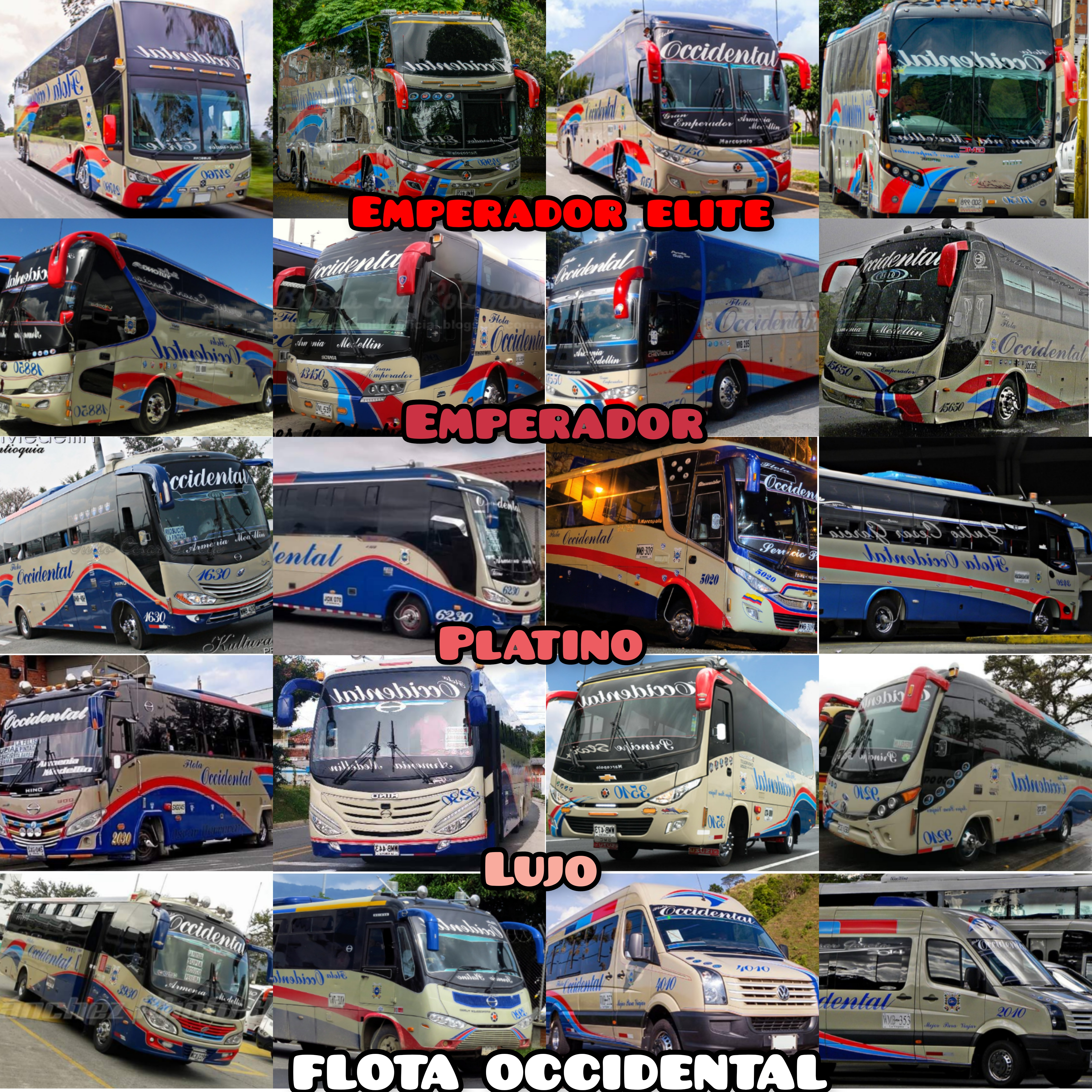
Tipos de buses municipales.

## Terminales actuales

### Terminal de Transporte de Ciudad Salitre
Fue inaugurada en 1984, se encuentra ubicada en el sector de Ciudad Salitre, en la localidad de Fontibón. Cuyas vías de acceso es la Avenida 68, Avenida Esperanza, Avenida Boyacá y Avenida Centenario. Desde allí salen autobuses y taxis hacia todos los destinos de la geografía colombiana del Centro, Sur, Oeste y las Costas Caribe y Pacífica, además de prestar los servicios de transporte de carga y encomienda. Cuenta con cinco módulos que cubren diferentes regiones del país y servicios de transporte.
La Terminal está dividida en cinco módulos:
1. Amarillo: Rutas al sur del país.
2. Azul: Rutas al oriente y occidente del país.
3. Rojo: Rutas al norte del país
4. Verde: Servicio de taxis interprovinciales e interdepartamentales.
5. Morado: Llegada de pasajeros y abordaje de taxis y buses de servicio urbano.

### Terminal Satélite del Sur
Fue inaugurada en 2008, está ubicada en el cruce de la Avenida Bosa con la Autopista Sur, en la localidad de Bosa al suroeste de la capital, presta sus servicios a destinos al suroeste del departamento de Cundinamarca con las Provincias del Tequendama y Alto Magdalena (excepto la provincia de Soacha, que se presta a las empresas que usan el Corredor de Transporte), y destinos hacia los departamentos de Tolima, Huila, Caquetá, Putumayo, Risaralda, Quindío, Valle del Cauca, Cauca y Nariño.

### Terminal Satélite del Norte

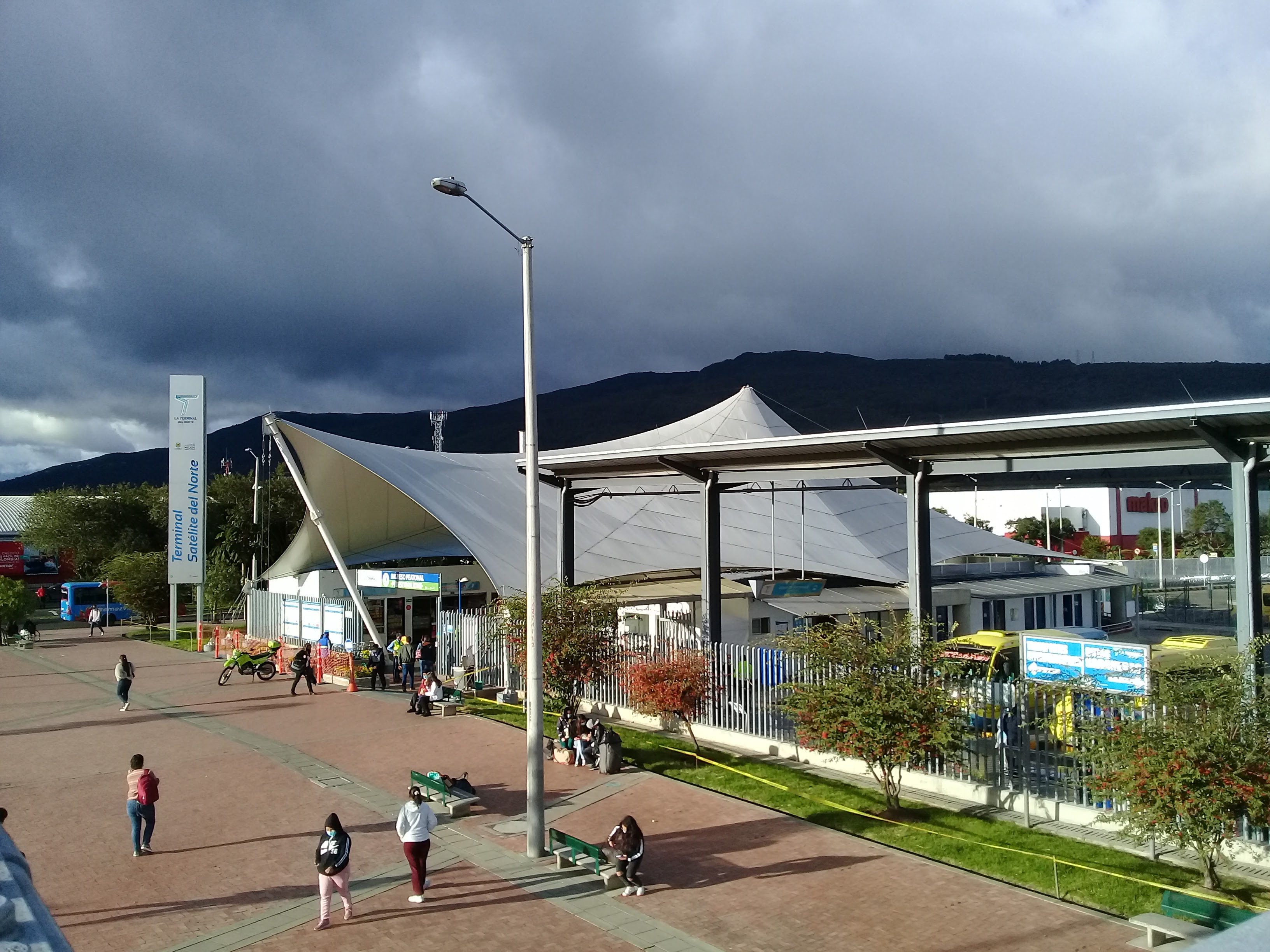
Terminal Satélite del Norte de Bogotá, queda en la vía Bogotá - La Caro con Calle 192, queda cerca a las estaciones de Transmilenio de Terminal, Calle 187 y Portal Norte.

El 27 de febrero de 2017 entró en funcionamiento la Terminal Satélite del Norte ubicada sobre la Autopista Norte con Calle 192. Cuenta con nueve bahías de parqueo, 24 taquillas y una capacidad para despachar a 540 buses cada día. La terminal solo permite abordar pasajeros que salen de Bogotá hacia los departamentos de Norte de Santander, Boyacá con destino a la ciudad de Tunja y municipios como Ventaquemada, Jenesano, Paipa, Duitama y Sogamoso, municipios de Cundinamarca como Pacho, Cogua, Yacopí, San Cayetano, La Palma, Tibirita, Machetá, Zipaquirá, Nemocón, Gachancipá, Villapinzón, Chocontá, Susa, Simijaca, Ubaté y Tausa. Quienes ingresen a la ciudad por el norte deben ir hasta la Terminal del Salitre donde finalizan el recorrido las rutas de los buses interprovinciales. Los ómnibuses y/o microbuses que van y vienen de Zipaquirá, Chía y Cajicá tampoco pueden usar este nuevo terminal, por lo tanto tienen que movilizarse por el portal Norte de TransMilenio. Desde el 27 de julio de 2019 funcionan los Intermunicipales de Tenjo, Guatavita, Gachancipá, Sesquilé, Sopo, Parque Jaime Duque, Tocancipá y Suesca.

## Futuras terminales

### Terminal de Soacha
Proyectada en el sector de Maiporé en el municipio de Soacha en la Autopista Sur con Calle 30 sur en la Comuna 1 Compartir, prestaría sus servicios para rutas que vayan con destino a esta última ciudad como medida de descongestionamiento de la Terminal Satélite del Sur, en el cual incluirá una zona específica de carga y futuro acceso a la estación Terminal Soacha 3M de TransMilenio.